# اتحاد راه خروج
اتحاد راه خروج (ارمنی: «Ելք» դաշինք, ԵԼՔ) اتحاد سیاسی لیبرال سه حزب حزب جمهوری، ارمنستان روشن و en:Civil Contract (Armenia) بود. این اتحاد در تاریخ ۱۲ دسامبر ۲۰۱۶ پیش از انتخابات مجلس ارمنستان (۲۰۱۷) شکل گرفت. رهبران این اتحاد ادمون ماروکیان (رهبر حزب ارمنستان روشن)، نیکول پاشینیان (رهبر Civil Contract (Armenia)) و آرام سارگسیان (رهبر حزب جمهوری) هستند/